# Fritz Burger (Historiker)
Fritz Burger (* 24. Februar 1929 in Pirmasens; † 6. Juni 2025 ebenda) war ein deutscher Heimatforscher, Journalist und Autor.

## Werdegang
Burger trat 1943 als Lehrling in die Eisenwarenhandlung Hornung in Pirmasens ein und erlernte den Beruf eines Einzelhandelskaufmanns. Nachdem er schon einige Zeit gewerkschaftlich aktiv gewesen war, wechselte er 1962 auch hauptberuflich zum DGB als Kreisvorsitzender für die Westpfalz. Er saß für die SPD im Stadtrat von Pirmasens und gründete den örtlichen Mieterverein mit. 1979 wurde er Geschäftsführer der Pirmasenser Volkshochschule, die er bis zu seinem Eintritt in den Ruhestand im Jahr 1992 leitete.
Schon als Kind von Großvater und Eltern zum Wandern mitgenommen, trat Burger den Naturfreunden bei und pflegte jahrzehntelang seine Leidenschaft für Wandern und Natur. Bei der Pirmasenser Zeitung organisierte er die jährliche Frühjahrstour und verfasste über einen Zeitraum von 60 Jahren etwa 800 Tourenvorschläge. 75 davon veröffentlichte er 1999 in seinem Pirmasenser Wanderbuch. Zusätzlich beschäftigte Burger sich als Lokalhistoriker mit der Geschichte der Region. Er sammelte aus Aufzeichnungen, eigenen Erfahrungen und denen vieler Zeitgenossen ein umfangreiches heimatkundliches Archiv. Für die Pirmasenser Zeitung schrieb er zahlreiche geschichtliche Artikel. Ausgewählte Beiträge veröffentlichte er 2004 als Buch unter dem Titel Geschichte und Geschichten aus der Horebstadt.

## Werke (Auswahl)
- 300 Jahre Burrweiler Mühle: 1686–1986, Wiß, Burrweiler 1986.
- Gersbach - eine Ortschronik (mit Guido Glöckner und Adolf Rothhaar), Chronikausschuß Gersbach, 1996.
- Pirmasenser Wanderbuch: 75 Wanderungen im Pfälzerwald, am Haardtgebirge und in den Nordvogesen, Verlag Leben 2000, Münchweiler 1999, ISBN 978-3-9806146-4-1.
- Geschichte und Geschichten aus der Horebstadt, Bachstelz-Verlag, Mainz 2004. ISBN 978-3-924115-27-2.
- Festschrift 325 Jahre Erlenbrunn, Gemeinde Erlenbrunn 2014.